# Pierre De Geyter
Pierre Chrétien De Geyter, (efternamnet förekommer även med den alternativa stavningen Degeyter,) född 1848 i Gent, Belgien död 1933 i Saint-Denis, Frankrike, belgisk-fransk kompositör. Som kompositör är hans mest kända verk Internationalen.   

## Filmmusik i urval
- 1982 - Hungermarschen
- 1972 - Mannen från andra sidan
- 1958 - Lek på regnbågen